# Femme au chapeau
Femme au chapeau est l'un des tableaux les plus connus du peintre français Henri Matisse. Réalisée en 1905, l'œuvre représente l'épouse de l'artiste Amélie Parayre habillée de façon bourgeoise. La touche très libre, la lumière frontale et surtout l'emploi de couleurs vives outrepassant toute forme de mimétisme font d'elle l'un des premiers exemples de fauvisme. Le tableau était d'ailleurs exposé au Salon d'automne de 1905 où la présentation de toiles de Matisse, Vlaminck et Derain donna son nom au mouvement.
Gertrude et Leo Stein, Américains passionnés d'art français, achetèrent l'œuvre peu de temps après sa présentation. Vers 1906, il est accroché dans leur appartement rue de Fleurus. 
Elise Stern Haas (1893-1990 - héritière de la fortune de la famille Levi-Strauss) acquit le tableau en 1948 de Michael Stein (le frère de Gertrude Stein) et son épouse Sarah. Elle le légua, avec plus de 30 autres tableaux, au musée d'art moderne de San Francisco en 1991 où il est l'œuvre la plus importante de la collection permanente du musée mais ne peut être ni prêté ni vendu.